# ヴァーノン・リード
ヴァーノン・リード（Vernon Reid、1958年8月22日 - ）は、イギリスのギタリスト・ソングライター、作曲家そしてバンドリーダー。リヴィング・カラーのギタリスト。
「ローリング・ストーンの選ぶ歴史上最も偉大な100人のギタリスト」において2003年は第66位、2011年の改訂版では削除された。

## 略歴
カリブ海のトリニダード・トバゴの移民である両親のもとイングランド・ロンドンに生まれ、アメリカ合衆国へと移住する。子供の頃に自己防衛の為に空手を習い、また音楽に興味を持ちギタリストとなる。
1979年にベーシストのメルヴィン・ギブスとともにオーネット・コールマンのグループのドラマーであったロナルド・シャノン・ジャクソンのグループ、ザ・デコーディング・ソサエティに参加し、在籍中に3枚のアルバムを残す。同時期の1980年頃にジョセフ・ボウイ率いるデファンクトのメンバーとしても活動する。
1985年にニューヨークで活動する芸術家たちの団体「ブラック・ロック・コーリション」をジャーナリストのグレッグ・テイト、プロデューサーのコンダ・メイソンと共に設立。24-7スパイズやマイケル・ヒルズを紹介している。

## リヴィング・カラー
1983年頃に最初の青写真を描き、メンバーを揃えて1988年にミック・ジャガーの推薦もありエピック・レコードからデビューを果たす。
1995年頃にリヴィング・カラーの活動を休止したが、2000年以降、再結成、現在も活動している。

## ソロ活動
1984年にビル・フリゼールとの連名のアルバム『スマッシュ&スキャタレイション』を制作しギター以外にバンジョーを演奏。メルヴィン・ギブスのアルバム『MG』に参加。1987年にはレコーディング・アーティストとしてパブリック・エナミーやミック・ジャガーのアルバム『プリミティヴ・クール』に参加している。リヴィング・カラー在籍中に評判を呼び、サンタナ、ジャック・ブルース、アンビシャス・ラバーズ、ジャマラディーン・タクマ、ジャック・ディジョネットのアルバムに録音を残している。リヴィング・カラーの活動休止後の1996年には、高木完、DJロジック、プリンス・ポール、ボム・スクワッドなどをゲストに迎え、テオ・マセロのプロデュースでソロ名義のアルバム『ミステイクン・アイデンティティ』を発表した。
セッション・プレイヤーとしてだけではなくプロデューサーとしても活動し、グラミー賞にノミネートされたサリフ・ケイタの1999年の作品『パパ』やジェームス・ブラッド・ウルマーの作品を制作した。
2001年からはジャック・ブルースのJack Bruce and the Cuicoland Expressのメンバーとして2002年まで在籍、アルバムも録音したほか、2003年からはDJロジックとのヨヒンベ・ブラザーズを結成。アルバムを2枚制作する。
またマスクを結成して、スティーヴ・ヴァイが設立したフェイヴァード・ネイションからヴァーノン・リード・アンド・マスク名義で2枚のアルバムを発表している。
2007年からはジャマラディーン・タクマとグラント・カルヴィン・ウエストンとのF4や、即興音楽のトリオ、フリー・フォーム・ファンキー・フリークスを結成して活動している。

## ディスコグラフィ

### リーダー・アルバム
- 『スマッシュ&スキャタレイション』 - Smash & Scatteration (1984年、Ryko) ※with ビル・フリゼール
- 『ミステイクン・アイデンティティ』 - Mistaken Identity (1996年、エピック・レコード)
- GTR OBLQ（1998年、Knitting Factory) ※with エリオット・シャープ、デヴィッド・トーン
- 『ノウン・アンノウン』 - Known Unknown (2004年、ビクター)
- Other True Self (2006年、ビクター)
- Christian Marclay: Graffiti Composition (2010年、Dog w/ a Bone Records) ※with メルヴィン・ギブス、メアリー・ハルヴォーソン、リー・ラナルド、エリオット・シャープ[4]
- 『スペクトラム・ロード』 - Spectrum Road (2012年) ※with ジャック・ブルース、ジョン・メデスキ、シンディー・ブラックマン・サンタナ

### ヨヒンベ・ブラザーズ
- Front End Lifter (2002年、Rope a Dope)
- 『ザ・タオ・オブ・ヨー』 - The Tao of Yo (2004年、Thirsty Ears)

### フリー・フォーム・ファンキー・フリークス
- 『アーバン・ミソロジーVOL.1』 - Urban Mythology Volume 1 (2008年、Thirsty Ears)
- Bon Vivant (2013年、Jam All Productions)
- Hymn of the 3rd Galaxy (2022年、Ropeadope)

### 参加アルバム
ジャック・ブルース
- 『クエスチョン・オブ・タイム』 - A Question of Time（1989年、エピック・レコード/ Epic)
- 『シャドウズ・イン・ジ・エアー』 - Shadows in the Air（2001年、ユニバーサル・ミュージック/ Sanctuary)
- 『モア・ジャック・ザン・ゴッド』 - More Jack Than God（2003年、ユニバーサル・ミュージック/ Sanctuary)

## メディア出演
- Cyberpunk (1990年)